# فالماكا
فالماكا (بالإيطالية: Valmacca)‏ هي بلدية في مقاطعة ألساندريا في إقليم بييمونتي في إيطاليا.

## السكان
في سنة 1861 بلغ عدد السكان 1٬747 نسمة، وتطور العدد ليصل في سنة 2011 لـ 1٬055 نسمة.
يظهر هذا المخطط البياني تطور النمو السكاني لـ فالماكا